# Каф (двадцять перша літера арабської абетки)

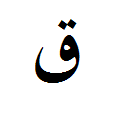
Ізольована форма літери

Каф (араб. قاف‎‎‎‎; к̣а̄ф) — двадцять перша літера арабської абетки, позначає звук [q]. Не слід плутати к̣а̄ф із ка̄ф — в українській мові їхні назви збігаються, проте їхнє звучання зовсім різне.
В ізольованій та кінцевій позиціях каф має вигляд ق; в початковій — قـ; в серединній — ـقـ.
Каф належить до місячних літер.
Літері відповідає число 100.
У перській мові ця літера також має назву «каф» (перс. قاف), звучить як [q].

## У юнікоді
| Юнікод         | U+0642            |
| Ім'я в юнікоді | ARABIC LETTER QAF |
| HTML           | &#1602;           |
| ISO 8859-6     | 0xe2              |